# 第42師団 (日本軍)
第42師団（だいよんじゅうにしだん）は、大日本帝国陸軍の師団の一つ。

## 沿革
1943年（昭和18年）5月、軍令陸甲第45号下令により本土防衛強化のため第42師団、第43師団、第46師団、第47師団の新設が命じられた。
第42師団は、6月1日に留守第2師団と第62独立歩兵団を基幹に仙台で編成された。
師団は編成後、当初は仙台に在り東部軍に属していたが、1944年3月16日に編成が発令された第27軍戦闘序列に編入され、中千島守備を担った。
1945年2月に第27軍が廃止となり、第5方面軍の直轄兵団に編入された。
北海道北部の稚内で本土決戦に備え、その準備を行なうと共にその地で警備任務に従事する中で戦闘を交えることなく終戦を迎えた。

## 師団概要

### 歴代師団長
- 寺倉正三 中将 ：1943年（昭和18年）6月10日 - 1944年3月10日[1]
- 佐野虎太 中将 ：1944年（昭和19年）3月10日 - 終戦

### 参謀長
- 奥信夫 大佐：1943年（昭和18年）6月10日 - 1943年9月9日[2]
- 村田昌夫 大佐：1943年（昭和18年）9月9日 - 終戦[3]

### 最終所属部隊
- 歩兵第129連隊（若松）：土持城大佐
- 歩兵第130連隊（仙台）：小川伊三雄大佐
- 歩兵第158連隊（山形）：浦野清治郎大佐
- 捜索第42連隊：佐藤国平中佐
- 野砲兵第12連隊：松川信正大佐　（ ＊一度師団砲兵隊に縮小、昭和20年7月16日稚内にて連隊に再編成）
- 工兵第42連隊：佐々木胞次郎中佐
- 輜重兵第42連隊：田悟直治中佐
- 第42師団通信隊：金子善太郎少佐
- 第42師団兵器勤務隊：斎藤義雄少佐
- 第42師団第1野戦病院：藍沢太郎軍医大尉
- 第42師団第2野戦病院：桜田章軍医大尉
- 第42師団第3野戦病院：羽根田寛軍医大尉

第42師団編合
- 独立戦車第5中隊：隅倉秋寿少佐
- 独立戦車第6中隊：塚越善三郎大尉